# Euproctis mayottensis
Euproctis mayottensis är en fjärilsart som beskrevs av Collenette 1956. Euproctis mayottensis ingår i släktet Euproctis och familjen tofsspinnare. Inga underarter finns listade i Catalogue of Life.